# Golden Chicken 3
Série
Golden Chicken 2
(2003)
Pour plus de détails, voir Fiche technique et Distribution.
Golden Chicken 3, aussi appelée Golden Chickensss (金雞SSS, Gam gai SSS), est une comédie hongkongaise écrite et réalisée par Matt Chow (en) et sortie en 2014 à Hong Kong. C'est la suite de Golden Chicken 2 (2003).
Elle totalise 40 852 011 HK$ de recettes au box-office.

## Synopsis
Une prostituée (Sandra Ng) aide un ancien amoureux (Nick Cheung) à s'adapter à sa nouvelle vie après sa sortie de prison.

## Fiche technique
- Titre original : 金雞SSS
- Titre international : Golden Chicken 3
- Réalisation : Matt Chow (en)
- Scénario : Matt Chow (en)
- Direction artistique : Bly Li
- Costumes : Pik Kwan-lee
- Photographie : Yuen Man-fung
- Montage : Wai Chiu-chung
- Musique : Ngai Lun Wong et Janet Yung
- Production : Sandra Ng
- Société de production : One Cool Film Production et Treasure Island Production
- Société de distribution : Edko Films
- Pays d'origine :  Hong Kong
- Langue originale : cantonais
- Format : couleur
- Genre : comédie
- Durée : 100 minutes
- Dates de sortie :
  - Hong Kong, Macao, Taïwan et Singapour : 30 janvier 2014

## Distribution
- Sandra Ng : Kam,
- Andy Lau : lui-même
- Donnie Yen : Maître Yip
- Louis Koo : lui-même
- Tony Leung Ka-fai : le professeur Chan
- Nick Cheung : Gordon
- Dayo Wong : Treizième Maître
- Shawn Yue : le client des bordels
- Eason Chan : Jackie
- Ronald Cheng (en) : l'hommes des cavernes/Mak Kei, le roi des gigolos
- Chapman To : Tin Chung, le sergent en plastique, client des bordels
- Anthony Wong : le client des bordels de la dynastie Tang
- Wyman Wong (en) : Takuya, un gigolo japonais
- Edison Chen : Kan Poon Ngong Kau, le propriétaire japonais d'un bordel
- Alex To (en) : Joey Ma, un souteneur
- Lo Hoi-pang : Mr Au Yeung
- Chin Ka-lok : Mr Chan, le patron, client des bordels
- Hins Cheung : King Hin, un gigolo
- Cheung Siu-fai : Frère Siu Fai
- William So (en) : Kung
- Jim Chim : Frère Chai Nga, un herboriste chinois et ancien client de Kam
- Fiona Sit (en) : La Ma, une prostitutée
- Elena Kong (en) : une vendeuse
- Ivana Wong (en) : Ng Lo, une prostituée
- Michelle Wai (en) : Fa, une prostituée